# Yoshihiro Takahashi
Pour les articles homonymes, voir Takahashi.
Yoshihiro Takahashi (高橋義廣, Takahashi Yoshihiro) est un dessinateur de manga japonais. Il écrit sous un nom de plume dans lequel son prénom Yoshihiro est écrit en hiragana (よしひろ).

## Biographie
Yoshihiro Takahashi est né le 18 septembre 1953 à Higashinaruse, dans la préfecture d'Akita, dans une famille avec peu d'argent. Il commence à dessiner très jeune, avec son frère, de quatre ans son aîné, pour fabriquer leur propre menko, des cartes à jouer. Dès l'école primaire, il sait qu'il veut travailler comme mangaka une fois adulte.
C'est les mangas animaliers de Ishikawa Kyuta qui le pousse à écrire et dessiner des histoires avec des animaux. En 1971, il commence à travailler comme assistant de Hiroshi Motomiya. La même année, il publie son premier manga, Shitamachi Benkei. Mais c'est en 1984 qu'il se fait vraiment connaître en publiant son manga Ginga Nagareboshi Gin. Le manga raconte l'histoire d'un jeune chiot Akita qui part à la recherche d'autres chiens pour combattre l'ours qui hante sa ville natale. Le choix du chien comme personnage principal est influencé par un chien qu'il avait dans son enfance, Kuro. En 1987, la série remporte le 32e Prix Shōgakukan (catégorie Shōnen).
Le mangaka commence à publier la suite de Ginga Nagareboshi Gin, Ginga Densetsu Weed, en 1999. La série devient un succès, après la diffusion de son adaptation en anime le 17 septembre 2005 et est vendue à plus de 20 millions d'exemplaires. Il est considéré comme le spécialiste des mangas mettant en scène des chiens.
L'artiste est apprécié en Europe du Nord et particulièrement en Finlande. Il est l'invité d'honneur de la convention finlandaise de jeux de rôle et d'anime Tracon, qui s'est déroulée du 3 au 4 septembre 2011 à Tampere. Il s'agit de sa première visite en Finlande, et très probablement la première fois qu'il est invité d'honneur en dehors du Japon. Il visite le pays pour la deuxième fois en 2012, en participant à l'événement Animecon à Kuopio.
En 2012, une exposition de ses dessins originaux est organisée au Musée du Manga Masuda de la ville de Yokote pour célébrer le 40e anniversaire de ses débuts. En 2021, il devient le deuxième directeur honoraire du Musée du Manga Masuda, succédant à l'artiste de manga Takao Yaguchi, mort l'année précédente.

### Vie privée
Yoshihiro Takahashi est marié et père d'un enfant.

## Œuvres
- 1971 : Shitamachi Benkei
- 1976-1989 : Shiroi Senshi Yamato (26 volumes)
- 1983-1987 : Ginga Nagareboshi Gin (18 volumes)
- 1999-2009 : Ginga Densetsu Weed (60 volumes)
- 2001 : Lassie (adaptation du roman Lassie, chien fidèle)
- 2014-2015 : Ginga Densetsu Akame
- 2015-2019 : Ginga: The Last Wars
- 2019-2022 : Ginga Densetsu Noah
- 2024-en cours : Ginga Densetsu: Requiem